# Sous-région de Kaustinen
La sous-région de Kaustinen (finnois : Kaustisen seutukunta) est une sous-région de l'Ostrobotnie centrale en Finlande. 
Au niveau 1 (LAU 1 ) des unités administratives locales définies par l'union européenne elle porte le numéro 161.

## Municipalités
La sous-région de Kaustinen est composée des municipalités suivantes :
| Blason              | Municipalité              |
| ------------------- | ------------------------- |
| Halsuan vaakuna     | Halsua (municipalité)     |
| Kaustisen vaakuna   | Kaustinen (municipalité)  |
| Lestijärven vaakuna | Lestijärvi (municipalité) |
| Perhon vaakuna      | Perho (municipalité)      |
| Toholammin vaakuna  | Toholampi (municipalité)  |
| Vetelin vaakuna     | Veteli (municipalité)     |

## Population
Depuis 1980, l'évolution démographique de la sous-région de Kaustinen, au périmètre du 1er janvier 2017, est la suivante:
| Année      | 1980   | 1985   | 1990   | 1995   | 2000   | 2005   | 2010   |
| ---------- | ------ | ------ | ------ | ------ | ------ | ------ | ------ |
| population | 17 652 | 18 599 | 18 821 | 18 790 | 17 764 | 17 048 | 16 324 |